# Pterocactus gonjianii
Pterocactus gonjianii ist eine Pflanzenart der Gattung Pterocactus aus der Familie der Kakteengewächse (Cactaceae). Das Artepitheton gonjianii ehrt den argentinischen Kakteensammler Barkev Gonjian.

## Beschreibung
Pterocactus gonjianii wächst mit zahlreichen, verzweigten und fast unbedornt erscheinenden Trieben. Sie sind zylindrisch, purpurbraun, werden 5 bis 10 Zentimeter lang und 1 bis 1,5 Zentimeter im Durchmesser und sind auffällig gehöckert. Auf den Trieben befinden sich zahlreiche, bis 2 Millimeter lange Glochiden. Die 6 bis 10 nicht in Rand- und Mitteldornen zu unterscheidenden Dornen sind glasartig bis hellbraun gefärbt und werden 1 bis 4 Millimeter lang.
Die radförmigen, cremefarbenen oder gelb bis rosaweißen Blüten werden 4 bis 5 Zentimeter im Durchmesser groß. Die Früchte erreichen bis 2 Zentimeter im Durchmesser.

## Verbreitung, Systematik und Gefährdung
Pterocactus gonjianii ist in Argentinien in der Provinz San Juan in Höhenlagen von 1500 bis 2500 Metern verbreitet.
Die Erstbeschreibung der Art erfolgte 1982 durch Roberto Kiesling.
In der Roten Liste gefährdeter Arten der IUCN wird die Art als „Least Concern (LC)“, d. h. als nicht gefährdet geführt. Die Entwicklung der Populationen wird als stabil angesehen.

## Nachweise